# Дегтерьов Михайло Парфентійович
Дегтерьо́в Миха́йло Парфе́нтійович (рос. дореф. Михаилъ Парфентьевичъ Дегтеревъ, також Дехтеревъ) (26 серпня [7 вересня] 1831, Київ, Київська губернія, Російська імперія — 21 грудня 1898 [2 січня 1899], Київ, Київська губернія, Російська імперія) — київський купець 1-ї гільдії, почесний громадянин Києва, меценат з родини Дегтерьових.

## Біографія
Михайло Дегтерьов народився 26 серпня (7 вересня) 1831 року в купецькій родині Дегтерьових. У п'ять років втратив батька, Парфенія Михайловича, через що не отримав повної освіти, адже мусив допомагати матері, яка продовжила торгову справу чоловіка і стала купчихою 2-ї гільдії.
Згодом Михайло значно розвинув торговельну фірму батька; наприкінці 1860-х років він увійшов до кола найвпливовіших і найбагатших киян.
У 1870 році обраний попечителем Сирітського будинку та старостою Олександро-Невської церкви при Сулімовських благодійних закладах, з 1871 року був незмінним гласним міської думи. З 1875 року Дегтерьов був членом облікового комітету Київської контори Державного банку, у 1881 році обраний членом, а в 1891 році — заступником голови Київського біржового комітету.
У спогадах сучасників Михайло Дегтерьов відрізнявся надзвичайною скупістю, займався лихварством. Він повністю фінансував зведення будівлі Купецького зібрання на Царській площі, але гроші на цей проєкт позичив у борг під великі проценти. Дегтерьов з дружиною не мали дітей та жили дуже замкнуто, витрачаючи на власні потреби мінімальні кошти.
Помер Михайло Дегтерьов 21 грудня 1898 (2 січня 1899) року. Похований у Свято-Михайлівській церкві. Після відбудови церкви на території Олександрівської лікарні могила знаходиться в крипті.

## Благодійна діяльність
Для заможних мешканців Києва другої половини XIX століття благодійність була однією з обов'язкових справ. Відкривалися благодійні товариства та комітети з різноманітними закладами — притулками, нічліжками, школами, лікарнями, богадільнями, проводилися різноманітні благодійні заходи: лотереї, аукціони тощо.
Першою великою справою Дегтерьова було відкриття богадільні для 40 осіб. Для цього в 1883 році він придбав садибу по Покровській вулиці, 5 із двоповерховим будинком у стилі класицизму, та зробив банківський внесок у 100 тис. карбованців, на проценти з якого мала існувати богадільня. У 1884–1885 роках цей благодійний заклад дав притулок 63 особам.
У 1892 році Михайло Дегтерьов відкрив так званий «Будинок для вдів», із 45 квартирами для бідних. Для цього проєкту на Покровській вулиці, 1 за проєктом Володимира Ніколаєва був зведений будинок, де в окремих кімнатах проживали незаможні вдови з дітьми, а господарські приміщення, зокрема, кухня, були спільними. Цей благодійний заклад, забезпечений 100-тисячним капіталом на утримання, проіснував до радянських часів.
18 березня 1893 року міська дума ухвалила пропозицію Дегтерьова про зведення за його рахунок церкви на території Олександрівської лікарні. Вже в травні Володимиром Ніколаєвим був розроблений проєкт Свято-Михайлівської церкви, а 18 червня 1895 року відбулося освячення храму. На його будівництво Дегтерьов витратив 49 394 карбованці.
Також Михайло Дегтерьов пожертвував 40 тисяч карбованців на лікарню для чорноробів, по 15 тисяч карбованців на стипендії студентам Політехнічного інституту та учням Комерційного училища.
У своєму заповіті Дегтерьов передав Києву на благодійні цілі нерухоме майно на суму 2,5 млн карбованців та близько 2 млн у цінних паперах та готівкою. Він передав у муніципальну власність два будинки на Хрещатику, виділив кошти на утримання «Будинку для вдів» та Подільської богадільні, заповів 50 тис. карбованців лікарні для чорноробів на будівництво нового корпусу на 25 місць, призначив вісім стипендій для незаможних учнів двох подільських гімназій та реального училища, пожертвував по кілька тисяч карбованців і цінні ікони Флорівському та Братському монастирям, Києво-Печерській Лаврі, Іллінській, Покровській, Трьохсвятительській, Георгієвській церквам, а також монастирям і церквам за межами Києва.
Головним пунктом у заповіті Дегтерьова було зведення після його смерті комплексу благодійних закладів: богадільні на 500 осіб, дитячого притулку на 60 осіб для дітей віком від 6 до 13 років, а також дитячого притулку на 100 осіб для дітей молодше 6 років. Крім того, заповіт визначав джерело коштів на утримання цих закладів — прибуток від здачі в оренду будинків, переданих Дегтерьовим у власність міста. У вересні 1900 року почалося будівництво комплексу благодійних закладів на Старо-Житомирській дорозі на Лук'янівці. Автором проєкту був архітектор Володимир Ніколаєв, а будівельні роботи проводила фірма Льва Гінзбурга. 27 жовтня 1902 року богадільні було відкрито. Комплекс складався з 13 будівель, серед яких були: головна будівля з трьома корпусами на 250 жінок, корпус для чоловіків на 150 осіб, відділення для хронічно хворих на 100 осіб, лікарня на 30 місць, 2 дитячі притулки на 60 та 100 осіб. Також комплекс мав у своєму складі церкву святого Михайла, кухню, пральню, котельню, лазню, дві льодовні, господарські хліви, город та фруктовий сад. У 1913 році було добудовано ще один дитячий притулок на 100 осіб.

## Будівлі в Києві, зведені коштом Михайла Дегтерьова
- Будинок Купецького зібрання (Володимирський узвіз, 2) — зведено на гроші, які Дегтерьов надав місту у борг
- «Будинок для вдів» (Покровська вулиця, 1/1)
- Свято-Михайлівська церква (Шовковична вулиця, 39/1)
- Будівлі благодійних закладів по Дегтярівській вулиці, 19 (зараз — Інститут Сухопутних військ Міністерства оборони України)
- Будинок для готелю по вул.Хрещатик, 38 (на тепер не зберігся)

## Увічнення пам'яті
У 1908 році Старо-Житомирську дорогу, де знаходилися Дегтерьовські богадільні, перейменували на Дегтеревську вулицю (рос. дореф. Дегтеревская улица). За деякий час назва вулиці в різних джерелах трансформувалася на Дегтерівську чи Дегтярівську. Ця назва проіснувала до 1939 року, коли вулицю перейменували згідно з тогочасними уподобаннями і в 1992 році вулиці повернули назву на честь Михайла Дегтерьова.
У листопаді 2021 року у Києві (за адресою Володимирський узвіз 2) встановлено мініскульптуру проєкту «Шукай» «Михайло Дегтярьов».